# چاس مارتینز

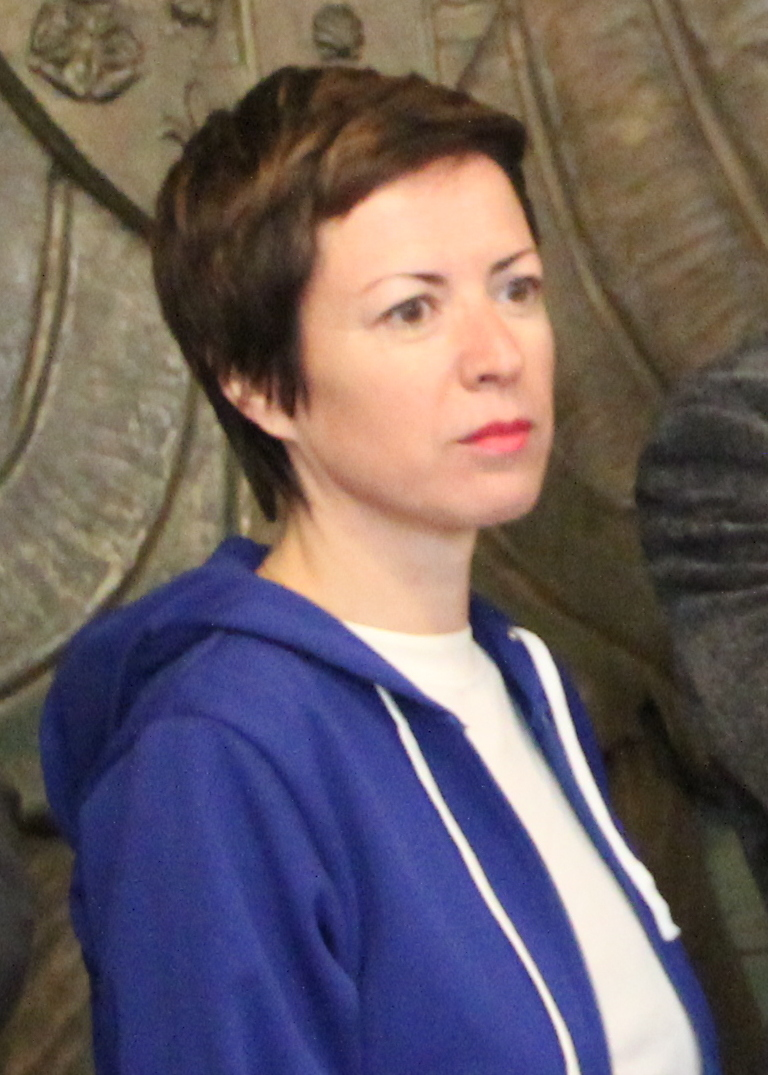
مارتینز در سال ۲۰۱۵

چاس مارتینز (متولد سال ۱۹۷۲) طراح، مورخ هنر و نویسنده اسپانیایی است. او در حال حاضر مدیر آکادمی هنر و طراحی اف اچ ان دابلیو در بازل است. در این آکادمی او فضای نمایشگاهی مؤسسه در تانک را نیز اداره می‌کند.
مارتینز همچنین مدیر هنری فضای اقیانوس ونیز است، مکانی که توسط آکادمی تی بی ای ۲۱ رهبری می‌شود و هدف آن ترویج، تحقیق و حمایت از دانش اقیانوس از طریق هنر است. در سال ۲۰۱۷، مارتینز متصدی کولن اسکالپور شماره ۹ بود.. او در هیئت‌های مشاوره بسیاری از موسسات هنری بین‌المللی مانند کاستلو دی ریوولی، تورین، دی اپل، آمستردام؛ موزه تاریخ آلمان، برلین؛ و موزه در مدرن، سالزبورگ حضور داشته‌است..

## حرفه
مارتینز بین سال‌های ۲۰۱۲ تا ۲۰۱۴ مدیر ارشد موزه دل باریو در نیویورک بود. قبل از آن، او رئیس بخش کارگردانی هنری و عضو گروه عامل اصلی برای داکیومنتا بود و در آن زمان همراه با بتینا فونکه، مجموعه «۱۰۰ یادداشت-۱۰۰ فکر» را ویرایش کرد.
مارتینز قبلاً به عنوان سرپرست ارشد موزه هنرهای معاصر بارسلونا در سالهای ۲۰۰۸ تا ۲۰۱۰ بود.
در سالهای ۲۰۰۵ تا ۲۰۰۸ مدیر فرانکوورتر و در ۲۰۰۲ تا ۲۰۰۵ مدیر هنری سالا رکاردو بیلبائو بوده‌است. در این مدت او نمایشگاه‌های متعددی با هنرمندان معاصر سازماندهی کرده‌است. در سال ۲۰۰۵، او غرفه قبرس را در پنجاه و یکمین بینال ونیز با هنرمندان پانایوتیس مایکل و کنستانتیا سوفوکلووس و در سال ۲۰۱۵، این غرفه را با هنرمند آلبرت سرا، برای پنجاه و ششمین بینال ونیز سرپرستی کرد. مارتینز همچنین عنوان مشاور متصدی برای دوسالانه استانبول در سال ۲۰۱۵، بیست و نهمین دوسالانه هنر سائوپائولو در سال ۲۰۱۰، و کارنگی بین‌المللی در سال ۲۰۰۸ را در کارنامه کاری خود دارد.

## تحصیلات
مارتینز تاریخ هنر و فلسفه را در دانشگاه خودمختار بارسلون و سپس در دانشگاه توبینگن و دانشگاه آزاد برلین تحصیل کرده‌است. در سال ۱۹۹۵، او در همبرگر بانهوف، در برلین کار کرد. به دنبال آن، او کارشناسی ارشد خود را در دانشگاه کلمبیا و مرکز مطالعات کیوریتوریال در کالج بارد نیویورک اخذ کرد.

## نمایشگاه‌ها
- سالا رکالده
- فرانکفورتر کونستوراین
- رینا سوفیا
- مکبا
- مالبا
- کونستهاوس هامبورگ
- کانستال بازل
- موزه تیزن بورنمیزا
- در تنک

## نوشته‌ها
- اختاپوس عاشق
- پاسخ پیچیده
- من می‌خواهم معشوق شما باشم، نه فقط دوست شما: آموزش فرار از سیاست پیش‌بینی
- کتاب وحشی اختراعات (آینده، انتشارات استرنبرگ)